# Josef Bradáč
Josef Bradáč (12. května 1920, Velké Meziříčí – 28. února 1986, Velké Meziříčí) byl český katolický kněz, teolog, profesor liturgiky a rektor arcibiskupského kněžského semináře.

## Studium a akademické působení
Středoškolské vzdělání získal na zemském reformním reálném gymnáziu ve Velkém Meziříčí, kde v roce 1939 maturoval. Ke kněžství se připravoval na diecézním bohosloveckém učilišti v Brně, které dokončil v roce 1945. Na kněze byl vysvěcen 29. července 1945. Jako kněz brněnské diecéze působil ve farnostech Troubsko, Komín a Zbýšov. 
V roce 1965 získal doktorát teologie na Římskokatolické Cyrilometodějské bohoslovecké fakultě v Praze se sídlem v Litoměřicích. Po předložení disertační práce s názvem Štěpán Šrám Dolanský, polemista in causa Magistri Joannis Hus byl 25. března 1965 promován. Další jeho studium se konalo na Liturgisches Institut in Trier. Zde získal v letech 1968-1969 diplom liturgických věd – pastorální liturgie. Dne 1. října 1970 byl jmenován rektorem kněžského semináře v Olomouci. Stal se členem České liturgické komise. V akademickém roce 1969-1970 vyučoval na Římskokatolické Cyrilometodějské bohoslovecké fakultě v Praze se sídlem v Litoměřicích, pobočce v Olomouci externě (bez jmenování, pouze s ústním souhlasem) liturgiku. Dne 23. září 1970 jmenován na Římskokatolické Cyrilometodějské bohoslovecké fakultě v Praze se sídlem v Litoměřicích, pobočce v Olomouci lektorem pro obor liturgiky pro akademický rok 1970–1971. Jeho jmenování bylo opakováno 22. září 1971 pro rok 1971–1972, dne 26. července 1972 pro rok 1972–1973 a 27. září 1973 pro akademický rok 1973–1974. Dne 9. prosince 1971 byl udělen souhlas s jeho jmenováním docentem pro obor vědy o liturgii, na základě spisu Die Liturgiebegriff in den deutschen Handbüchern für Liturgie und Pastoraltheologie des 19. Jahrhunderts.
Působení na CMBF bylo ukončeno na konci roku 1973–1974, kdy byla fakulta zásahem komunistické státní moci zrušena. Poté odešel do pastorace do Vrchoslavic.

## Dílo
Současně s výukou na CMBF zastával funkci rektora arcibiskupského kněžského semináře a působil na výchovu jedné generace moravských kněží, mezi které patří například i olomoucký arcibiskup Jan Graubner. Jeho přednostním zájmem byla liturgie, které se věnoval již od bohosloveckých let. Při svém kněžském působení se nechal inspirovat průkopníkem liturgického apoštolátu Piem Parschem, C.R.S.A. (1884-1954), augustiniánem v klášteře Klosterneuburg a podílel se tak na přípravě reformy II. vatikánského koncilu.
Stěžejním dílem Josefa Bradáče je pětidílná Věda o liturgii (Olomouc, 1972), koncipovaná především pro výuku liturgie na teologické fakultě. Publikoval mnoho článků, psal homilie pro inspiraci kněží, věnoval se přednáškové činnosti. Na důchodě vypomáhal ve své rodné farnosti.
Ve Velkém Meziříčí po dlouhém těžkém utrpení zemřel 28. února 1986 ve věku nedožitých 66 let.